# Franska mandatet för Syrien och Libanon
Franska mandatet för Syrien och Libanon (franska: Mandat français pour la Syrie et le Liban; arabiska: الانتداب الفرنسي في سوريا و لبنان) var ett NF-mandat som framförhandlades åren 1920–1922 och delegerade förvaltningen av de norra delarna av före detta Osmanska Syrien till Franska republiken. Grunden till mandatet fastslogs efter San Remokonferensen 1920. Libanon, som var en egen stat inom mandatområdet, blev självständigt 1943 men mandatet avslutades helt år 1946 då även Syriens självständighet erkändes.

## Historia

### Första världskriget
Den 1 oktober 1918 inringades  Damaskus av militära styrkor från det Brittiska Imperiet under generalerna Barrows och Chauvel samt arabrevoltens styrkor under Faisal bin Hussein, son till kung Hussein av Hedjaz. De ottomanska och tyska styrkorna i Damaskus kapitulerade och marscherade ut ur Damaskus. En stor del av soldaterna i det Brittiska Imperiets styrkor kom från Indien och Australien. Arabrevoltens styrkor bestod av dess norra arme samt irreguljära styrkor ledda av tre stamledare.
En oberoende arabisk regering under den hashemitiska ätten tog makten i staden, med hopp om erkänd självständighet för ett enat arabiskt rike i Mellanöstern i enlighet med de brittiska löftena i McMahon-Hussein-korrespondensen. På Pariskonferensen 1919 ledde Faisal den arabiska delegationen och försökte där säkra de hashemitiska anspråken. Han kom även överens med Sionistiska Världsorganisationens ledare Chaim Weizmann om samarbete för en judisk stat bredvid ett enat arabiskt rike under den hashemitiska kronan. Britterna övergav dock Faisal i fredsförhandlingarna då de enligt det hemliga Sykes-Picot-avtalet med Frankrike hade förpliktigat sig att dela upp hela Mellanöstern i olika inflytandesfärer mellan de två stormakterna.
Den amerikanska King–Crane-kommissionen lät undersöka folkopinionen i Syrien beträffande fransk kontroll över landet, som överväldigande avvisades, och folkviljan var även emot segrarmakternas förslag på att separera Palestina från resten av Syrien. Opinionen underströks efter val till Syriska nationalkongressen i maj 1919, som vanns av konservativa. Överenskommelsen med sionisterna och kompromissförsök med Georges Clemenceau gjorde dock mycket av befolkningen fientlig till Faisal som anklagades för att ha gett bort en stor del av det framtida syriska riket och övergivit folket till fransmännen. Syriska förhoppningar om att USA skulle stödja deras krav på självständighet gick om intet när den antikoloniale Woodrow Wilson drabbades av en stroke 1919. Den 7 mars 1920 kröntes Faisal bin Hussein med godkännande av Nationalkongressen i all hast till kung av Syrien. I de flesta delar av det nya riket var det emellertid den brittiska ockupationsmakten som hade den reella kontrollen. Den brittiska regeringen hade inga planer på att riskera skada relationerna med Frankrike och vägrade erkänna Faisal som kung.
Vid San Remokonferensen 1920 beslutades det att provinserna i Osmanska Syrien i stort skulle delas upp i två delar, nominellt under Nationernas förbund som så kallade klass A-mandat. Ansvaret för de norra delarna gavs till Franska republiken medan de södra delarna blev ett mandat under Storbritannien. Nyheten fick den nytillträdda syriska regeringen under Hashim al-Atassi att förbereda sig på krig. General Henri Gouraud ställde ett ultimatum till Faisal: Underkastas fransk överhöghet eller abdikera. Faisal accepterade fransmännens krav men krigsministern Yusuf al-Azma vägrade och i det fransk-syriska kriget krossades det kortlivade kungadömet. Faisal sändes i exil och Frankrikes mandaträttigheter bekräftades i freden i Sèvres i augusti 1920.

### Upprättandet av mandatstyret

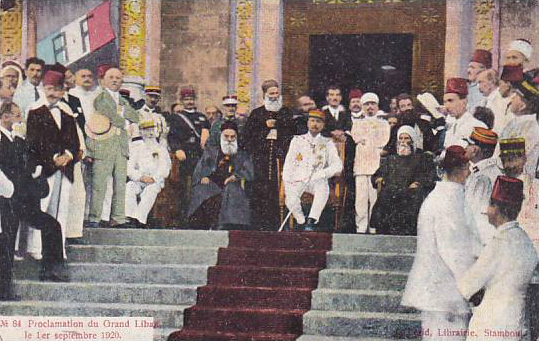
General Gouraud utropar bildandet av staten Storlibanon år 1920.

Området som tilldelats Frankrike att som mandatärmakt förvalta splittrades i ett antal stater enligt religiösa linjer vilket fransmännen trodde skulle underlätta kontrollen över lokalbefolkningen och minska spänningarna mellan folkgrupperna. Istället möttes de med nästan universellt motstånd vid intåget 1920 och väpnade uppror pågick ända fram till 1923. Ursprungligen hade den franska regeringen planerat att skapa tre religiöst baserade stater; en alawitisk i norr, en sunnimuslimsk i mitten och en drusisk i söder. Istället slog man samman de i huvudsak kristna områdena kring Libanonberget med kringliggande områden med muslimsk majoritet i en ny stat under kristet styre, Storlibanon, medan de flesta muslimer ville fortsätta vara del av Syrien. Resten av Syrien delades i fyra semiautonoma territorier, också på religiös basis. Dessa nya spänningar som den franska splittringspolitiken gav upphov till skulle senare utmynna i Libanonkrisen 1958 men också få dramatiska konsekvenser vad gäller synen på nationell och religiös identitet i Syrien och Libanon efter självständigheten; bland annat främjades inte arabisk nationalism utan istället stärktes regionala och religiösa lojaliteter.
1922 bildades ett löst administrativt förbund mellan Aleppo, Damaskus och Alawitstaten kallat Syriska federationen med en gemensam centralregering. 1923 lät överkommissarien general Maxime Weygand regionala val hållas i alla ingående stater, men de bojkottades av många syrier och ansågs i allmänhet vara riggade till fördel för franskvänliga grupper. 1924 upplöstes federationen då en vänsterregering tog makten i Paris som gjorde vissa eftergifter till nationalisterna genom att slå samman staterna Aleppo och Damaskus i en ny enhet kallad Staten Syrien.

### Uppror och nationalism

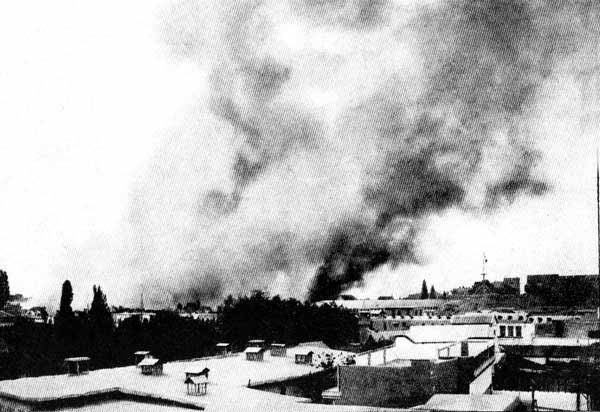
Damaskus i lågor efter en fransk flygräd. Fotografi från 1925.

De syriska nationalisterna försökte gång på gång förgäves förhindra splittringen av landet men myndigheterna slog våldsamt ner alla uppror. Samtidigt införde fransmännen enligt kolonialt mönster en assimileringspolitik i Syrien där franska blev obligatoriskt språk i skolan, elever tvingades sjunga Marseljäsen och franska bankirer som representerade moderlandets intressen tog över den lokala ekonomin. Tidningar censurerades, politiska partier förbjöds och medborgerliga rättigheter uteblev.
År 1924 blev general Maurice Sarrail överkommissarie för mandatområdet och införde genast ett strikt auktoritärt styre i alla ingående stater. 1925 bröt så det stora syriska upproret ut efter en drusisk resning mot mandatstyret som snabbt spred sig till de övriga staterna. Druserna hade tröttnat på överbeskattning och tvångsarbete som fransmännen påtvingade bondebefolkningen, men den delegation de hade sänt till Sarrail för att klaga hade plötsligt blivit fängslad. Tusentals civila omkom när franska trupper bombarderade Damaskus och i början av 1926 hade revolten krossats, den drusiska adeln underkastats och nationalisternas ledare antingen avrättats eller gått i exil. I Frankrike beskrevs upproret som ett våldsutbrott av ociviliserade vildar och banditer medan det av nationalisterna sågs som en avgörande strid mot en utländsk ockupationsmakt. Nationalisterna bad Nationernas förbund år 1926 att ge Syrien självständighet men fick inget gehör. General Sarrail tvingades emellertid avgå som överkommissarie redan 1925 och kallades hem till Frankrike. Han ersattes på posten av Henry de Jouvenel.

### Självständighetskampen på 1930-talet

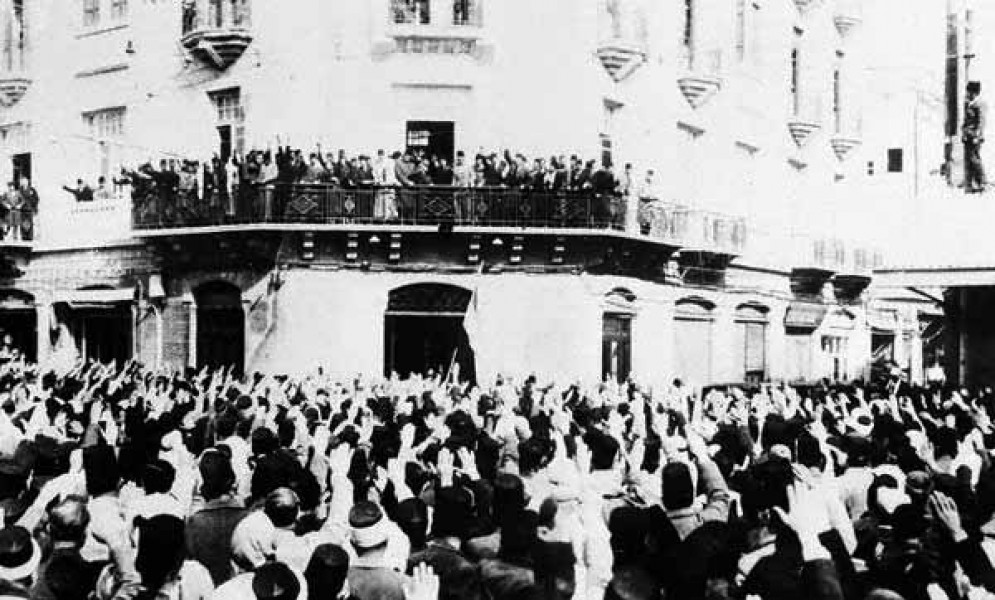
Generalstrejken som bröt ut år 1936 ledde till självständighetsförhandlingar.

Med tiden hamnade en allt större del av den lokala ekonomin under franska monopol, samtidigt som synnerligen höga skattepålagor på befolkningen gick till att finansiera en ineffektiv statsapparat. Den utlovade ekonomiska utvecklingen uteblev helt och delar av ekonomin stagnerade. Den hemliga polisen ingrep systematiskt mot all opposition. Mot 1930-talets mitt nådde det folkliga missnöjet åter sin kulmen samtidigt som upprätthållandet av mandatstyret uppgavs kosta den franska staten runt 160 miljoner franc årligen. Efter att myndigheterna slagit till mot företrädare för självständighetspartiet Nationella blocket och stängt dess kontor i Damaskus inleddes på våren 1936 en generalstrejk i hela Syrien. Ekonomin lamslogs helt varpå flera partiföreträdare skickades i exil och flera tusen invånare greps. Ett dussintal demonstranter sköts ner av soldater på gatorna och i Syriens grannländer uttryckte man sin vrede mot Frankrike. Den politiska vänstern i Frankrike uttryckte hård kritik mot hanteringen av strejken och efter parlamentsvalet i maj samma år tillträdde en vänsterregering i Paris som inledde förhandlingar med de syriska nationalisterna under ledning av Hashim al-Atassi om framtida självständighet.
Enligt självständighetsfördraget som skrevs under i september 1936 skulle Syrien erkännas som en självständig republik i förbund med Frankrike, som därefter skulle begränsa sin militära närvaro i landet. I Paris fanns dock på flera håll en motvilja mot att släppa taget om Syrien samt en oro för att ett fientligt sinnat Tyskland skulle kunna vinna inflytande i Främre Orienten. Därför ratificerade fransmännen aldrig självständighetsfördraget. Åren som följde fortsatte mandatärmakten att diktera villkoren för det politiska livet och lät till och med dra om territorialgränserna, genom att separera den nordvästra regionen Alexandretta, sedermera Staten Hatay, från det övriga Syrien och till slut låta hela området avträdas till Republiken Turkiet.

### Krig och självständighet

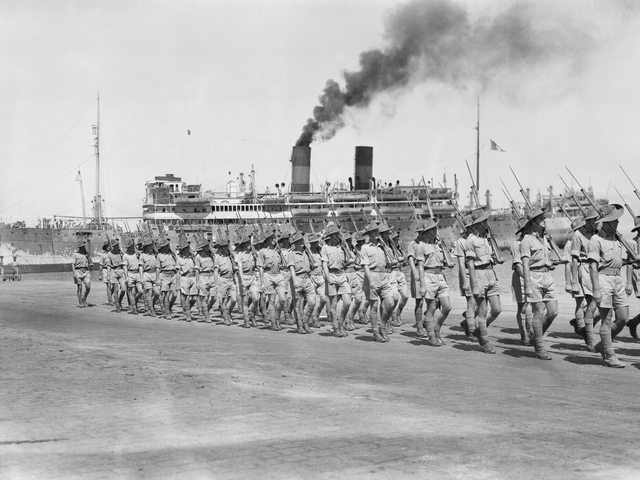
Australiensiska infanterisoldater i Beirut. Fotografi från 1941.

När Europa stod på randen till krig skärpte Paris åter den politiska och ekonomiska kontrollen över mandatområdet. Hashim al-Atassi hade i december 1936 valts till Syriska republikens president med förhoppningar om att självständighetsavtalet skulle efterlevas, men till slut stod det klart att så inte skulle ske och han avgick den 7 juli 1939. Överkommissarie Gabriel Puaux införde några dagar senare officiellt direktstyre i Syrien, upphävde författningen och upplöste parlamentet. I Libanon infördes direktstyre i september samma år. Sedan Hatay formellt annekterades av Turkiet i juni 1939 hade de syriska nationalisternas folkliga stöd allvarligt försvagats. Nu hade de definitivt misslyckats i sina försök att på diplomatisk väg frigöra landet från Frankrike.
Vid andra världskrigets utbrott i september 1939 infördes krigslagar och samtliga delar av mandatområdet ställdes under militär förvaltning. Efter Frankrikes nederlag sommaren 1940 lydde Syrien och Libanon under Vichyregimen som i december 1940 utsåg Henri Fernand Dentz till överkommissarie och befälhavare för Levantarmén. Tyskland och Italien fick därefter tillgång till regionens flygfält och järnvägar. Inför hotet om tysk infiltration som kunde hota Storbritanniens inflytande i angränsande Palestina, Transjordanien och Irak inledde Brittiska samväldet på sommaren 1941 en lyckad invasion som ledde till att De fria franska styrkorna kunde ta makten i Beirut. Charles de Gaulle lät Vichyregimens styrkor evakuera och utsåg general Georges Catroux till generaldelegat till Syrien och Libanon, och därmed efterträdare till Henri Dentz. General Catroux hade inför invasionen 1941 lovat att lokalbefolkningen skulle få frihet och suveränitet så snart Vichyregimen besegrats och den 27 september 1941 lät han i vaga ordalag proklamera Syriska republikens självständighet. Den 26 november samma år gjordes detsamma för Libanon. Självständighetsförklaringarna hade stort internationellt stöd och inte minst Storbritannien lät snabbt ge bägge stater diplomatiskt erkännande. Kriget pågick dock fortfarande och Fria Frankrike hade villkorat självständigheten till att man i praktiken fick fortsätta ha ett avgörande inflytande över politiken; i allt väsentligt skulle det återigen dröja innan länderna faktiskt blev oberoende. General de Gaulle ville heller inte tillåta att brittiskt inflytande i regionen ökade på bekostnad av Frankrike. Allmänna val hölls i Libanon i september 1943 varpå Bishara al-Khoury tillträdde som Libanons president och mandatärmakten förlorade alla befogenheter genom en författningsändring. Fransmännen reagerade med vrede och grep den nyvalde presidenten, premiärministern och andra politiska ledare men tvingades efter internationella påtryckningar släppa dem kort därpå och slutligen acceptera valresultatet och författningsändringarna.
De fria franska styrkorna stannade kvar i Syrien och Libanon under återstoden av kriget. Vid andra världskrigets slut i maj 1945 skar sig de brittiska och franska intressena i området. Det kom till öppen konflikt mellan syrierna och fransmännen, som tillspetsade läget genom att de förstärkte sina trupper. Syrien vädjade i februari 1946 till säkerhetsrådet om tillbakadragande av de franska och brittiska trupperna vilket resulterade i att samtliga utländska styrkor lämnade området i april samma år.

## Politik
Den högste ämbetsmannen i mandatområdet var överkommissarien i Beirut (från 1941 titulerad generaldelegat). Denne hade stor frihet att med militära medel slå ner alla oroligheter, dirigera mandatområdets ekonomi och styra den politiska förvaltningen. Överkommissarien lydde formellt under Frankrikes utrikesministerium men regerade allt som oftast utan att rådfråga Paris. Centralt för den franska politiken var att bibehålla den politiska splittringen i typiskt kolonial divide et impera-taktik för att underminera mobilisering för självständighet. I Syrien och Libanon utnyttjade fransmännen den religiöst heterogena befolkningens lojalitet till sina trossamfund för att motverka nationalisternas försök att få folket att istället identifiera sig med en enad arabisk nation. En gemensam flagga för hela mandatområdet infördes 1920 men ersattes efter en kort tid med separata flaggor för de fem ingående staterna.
De franska myndigheterna motiverade med tiden sitt maktinnehav på två sätt. Dels ur ett juridiskt perspektiv då landet hade erhållit mandat att regera över territorierna av Nationernas förbund, dels moraliskt där mandatstyret sågs som en del av det större franska kolonialimperiet med uppdrag att "civilisera" koloniserade folk. Rent formellt hade varken Syrien eller Libanon status som franska kolonier och dessa två synsätt att legitimera styret var direkt inkompatibla med varandra; antingen kunde man hävda sin rätt till makten som kolonialimperium i första hand och därmed förvänta sig nya uppror i framtiden, eller så kunde man hänvisa till mandaträttigheterna och därmed vara bundna av de begränsningar som mandatet innebar.

### Regional autonomi
Som klass A-mandat skulle den civila förvaltningen i relativt hög grad skötas av lokalbefolkningen och mandatområdets fem ingående stater fick regionala parlament, regeringar och andra politiska organ. I praktiken utövade överkommissarien och dennes rådgivare ett avgörande inflytande över alla aspekter av det politiska livet och kunde utan förvarning upplösa folkvalda församlingar och upphäva politiska rättigheter. Rådgivarna låg till stor del bakom att den förda politiken inte sammanföll med vad som ämnades med NF-mandatet, det vill säga att förbereda området för framtida självständighet, utan istället liknade regelrätt kolonialpolitik. Varje ingående stat styrdes av en guvernör som utsågs av överkommissarien. Därutöver skiljde sig deras statsskick åt då varje stat fick en egen författning och därmed viss möjlighet att utforma sitt politiska system. Så hade t.ex. Storlibanon enligt 1926 års författning en president utsedd av ett folkvalt parlament medan Staten Aleppo istället hade ett verkställande direktörsråd som bistod guvernören. I praktiken var dessa skillnader rena formaliteter och föremål för mandatärmaktens oinskränkta maktutövande.

### Försvar
De väpnade styrkorna utgjordes inledningsvis av den franska Levantarmén som år 1921 uppgick till cirka 70 000 man. Tre år senare hade arméns storlek minskats kraftigt till 15 000 man, men truppförstärkningar följde efter upproret år 1925. Den franska staten investerade enorma summor i krigsmakten men med tiden kom lokalbefolkningen genom höjda skatter att till stor del bekosta soldaternas uppehälle. Officerarna var fransmän men manskapen hämtades till största del från kolonierna i Afrika, och det var inte sällan just afrikaner som utkommenderades för att slå ner oroligheter i städerna vilket förstärkte bilden av det franska styret som en främmande ockupationsmakt. Det dröjde dock inte länge innan rekryter ur lokalbefolkningen fick utgöra en egen truppstyrka, Troupes Spéciales du Levant, vars officerare utbildades på den nya militärakademin i Damaskus. Krigsmakten kunde bidra med runt 35 000 man till försvaret mot den allierade invasionen i juni 1941.

### Administrativ indelning
Franska mandatet för Syrien och Libanon verkställdes 1920-1921 genom upprättandet av fem ingående stater:
- Storlibanon. Självständigt som Libanesiska republiken 1943.
- Staten Aleppo. Uppgick i Staten Syrien 1924 (från 1930 Syriska republiken).
- Staten Damaskus. Uppgick i Staten Syrien 1924 (från 1930 Syriska republiken).
- Alawitstaten. Införlivades i Syriska republiken 1936.
- Jabal Drus. Införlivades i Syriska republiken 1936.

Sandjaken Alexandretta, ett autonomt kustområde tillhörande Staten Aleppo, bröts loss från Syrien 1938 och blev den formellt självständiga Staten Hatay som året därpå införlivades i Turkiet.

## Ekonomi
Nominellt avsade sig Frankrike som mandatärmakt rätt till mandatområdets ekonomi men i realiteten dirigerade man ekonomin i Syrien och Libanon på samma sätt som i sina kolonier, med fokus på råvaruproduktion för export till metropolen och inga investeringar i någon lokal industri. Efter första världskriget ersattes den osmanska liran provisoriskt som valuta med det egyptiska pundet. Fransmännen införde redan år 1919 separata valutor i Syrien och Libanon med en fast växelkurs mot francen. Ansvaret för valutan överläts på Banque de Syrie, en affärsbank kontrollerad av franska aktieägare.
Under mandatstyret anlades en ny väg mellan Damaskus och Bagdad, den inrikes järnvägen byggdes ut och flygförbindelserna till kolonierna i Indokina förbättrades. Vattenledningar, tobakshandeln och anläggandet av elnätet togs över av franska monopolföretag. Jordbruket var den klart viktigaste ekonomiska sektorn och förblev det långt efter självständigheten.
Religiösa donationer (waqf), en traditionell företeelse i det arabiska lokalsamhället, reformerades så att överkommissarien fick ett direkt inflytande över godkännandet av alla gåvor och donationer. Åtgärden syftade till att motverka den omfattande korruption som ansågs prägla donationerna men kritiserades hårt av det inflytelserika sunnimuslimska prästerskapet som oroade sig för en framtida sekularisering av samhället. Mandatärmakten kunde samtidigt stärka sitt grepp om ekonomin genom att exempelvis överföra jordegendomar och järnvägar från religiösa stiftelser till franska ägare.